# Villa Demoiselle
La villa Demoiselle est un monument architectural construit à Reims en 1890 sous les ordres de Henry Vasnier. Anciennement appelé la villa Cochet, l'hôtel particulier situé face au domaine Pommery boulevard Henri-Vasnier est renommé en villa Demoiselle en avril 2004. 
Nouvel acquéreur, Vranken dédia le site à sa première cuvée, le champagne Demoiselle, qui avait jusque-là son siège à Épernay. La villa dont il est question se présente comme un chef-d'œuvre de la Belle époque. L'intérieur de la maison a été intégralement refait dans le style Art nouveau d'origine. L'un des poncifs de ce courant est la libellule, dont l'insecte éponyme demoiselle est un proche parent. Natif de Champagne, René Lalique revenait régulièrement à ses origines. Ses globes d'opaline parsèment le site. Il appréciait la libellule comme une muse.

## Histoire
L'édifice est commandité en 1890 par Henry Vasnier — légataire de la Maison Pommery, qui le prédestine à devenir un lieu d'habitation et de réception à la hauteur de ses goûts. Mécène, « collectionneur éclairé », il admire Corot, Millet, Gallé et Majorelle. Digne de s'entourer de personnes de talent, Louis Sorel se voit confier l'exécution de la villa. L'architecte est proche du courant de « L'Art dans Tout » qui recherchait l'unité parfaite. Le chantier débute en 1904. Louis Sorel innove en décidant de bâtir la villa sur une structure principale en béton. C'est une première. Puis il innove encore en réalisant une charpente pour partie en métal. Au-delà de l’audace technique, c'est là une décision vitale car béton et métal permettent à l’ensemble de tenir sur ses bases durant les bombardements, de résister aux oscillations et aux effets de souffle. Vient également à y œuvrer l'ébéniste d'Emile Gallé et de Louis Majorelle, Tony Selmersheim. Vasnier meurt un an avant la fin des travaux, en 1907. Nouveau directeur du Domaine Pommery, Louis Cochet baptise la villa de son patronyme en 1908. Il y réside jusqu'en 1936. La villa Cochet est habitée jusqu'en 1970 par les cadres de la maison Pommery, après quoi elle connaît une période d'abandon et de pillage. 
La maison est menacée de démolition dans les années 1980 par de nombreux projets immobiliers et c'est Michel André, architecte des bâtiments de France, qui évite le désastre. Elle n'est placée sous la protection de la ville de Reims qu'en 1999. Paul-François Vranken, alors président du groupe Vranken-Pommery Monopole, et Nathalie Vranken, l'achètent en 2004. N'hésitant pas à faire appel à des artisans de renommée internationale, comme les Métalliers Champenois, le couple entreprend de lui redonner sa splendeur. La rénovation dure près de cinq ans. Elle est liée à un travail de documentation rigoureux.

## Style
La maison intéresse de par son mélange d'Art nouveau et d'Art déco, ancrée dans une période où le glissement d'une tendance à l'autre ne s'est pas opéré en une brisure nette. L'extérieur du bâtiment répond davantage au mouvement Art déco. Il s'agit de ne pas faire taire cette dualité et de ressusciter chaque parcelle dans le détail. Autre travail d'orfèvre, les nouveaux maîtres du lieu écument les salles de ventes et les antiquaires afin de lui restituer des meubles d'époque. Le bar en acajou Louis Majorelle côtoya par le passé, entre autres exemple, la fameuse gravure « Gismonda » de Mucha représentant Sarah Bernhardt. Il provient du célèbre restaurant parisien Gandon-Fournier, lieu chargé d'histoire devenu le Bouillon Calmels et Causse en 1910 . Au titre des trouvailles formidables une cheminée de Paul-Alexandre Dumas — élève de Louis Majorelle, spectaculaire, autrefois présentée à l’Exposition universelle de 1900. De nombreuses commandes à la cristallerie Saint-Louis prirent effet. Grès d'Alexandre Bigot, chaises de Serrurier-Bovy (principal représentant belge de l'Art nouveau), plafonnier d'Émile Gallé. Cuir de Cordoue. Tout fut millimétré. « Les peintures à elles seules ont demandé deux ans de patience. Elles ont été exécutées au pochoir et enrichies de 22 000 feuilles d'or, conformément aux dessins de l'architecte Louis Sorel ». L'objectif était de rendre accessible au public les décors Art nouveau. Les Vranken ambitionnaient également d'en faire un lieu de vie mais pas seulement. « Nous avons des trésors. Il faut les montrer. Si le côté festif du champagne est connu partout dans le monde, les vieux millésimes, eux, sont exceptionnels ». C'est dans une optique respectueuse de conservation du patrimoine que Paul-François Vranken s'est appliqué à restaurer les caves. Elles abritent à présent une vinothèque de prestige.

## Galerie

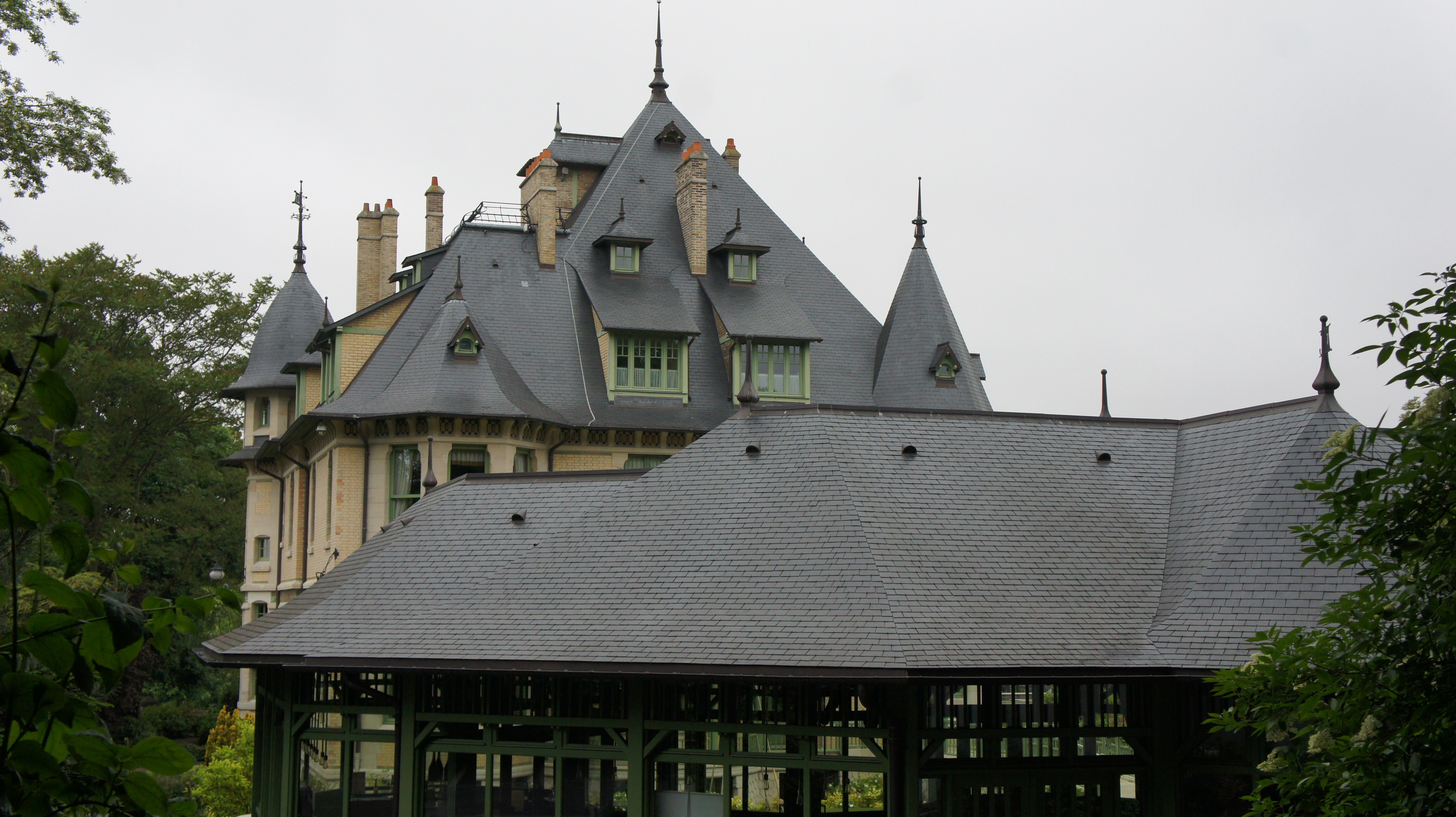
Vue depuis les jardins.
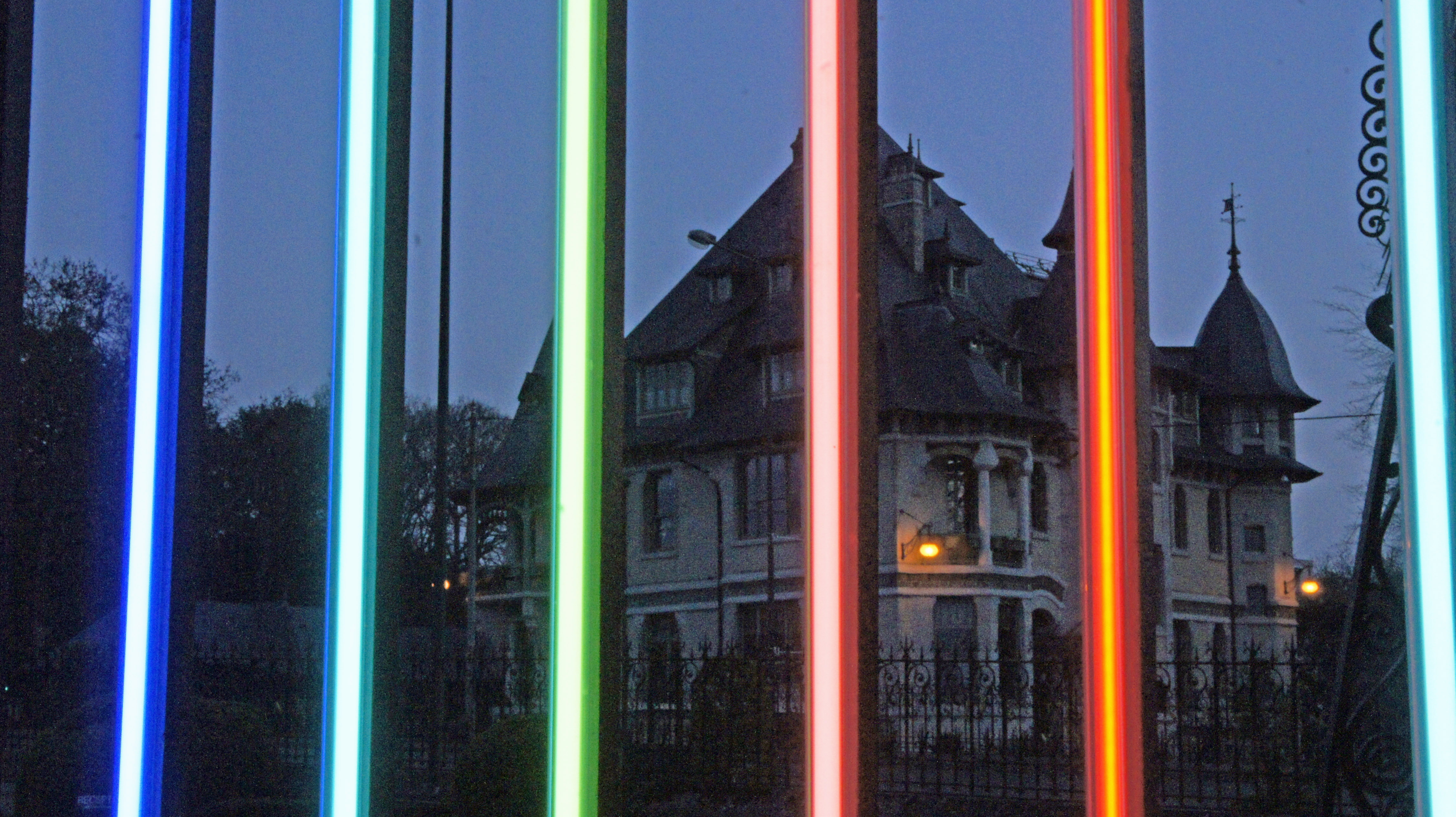
Vue depuis l'esplanade Pommery.
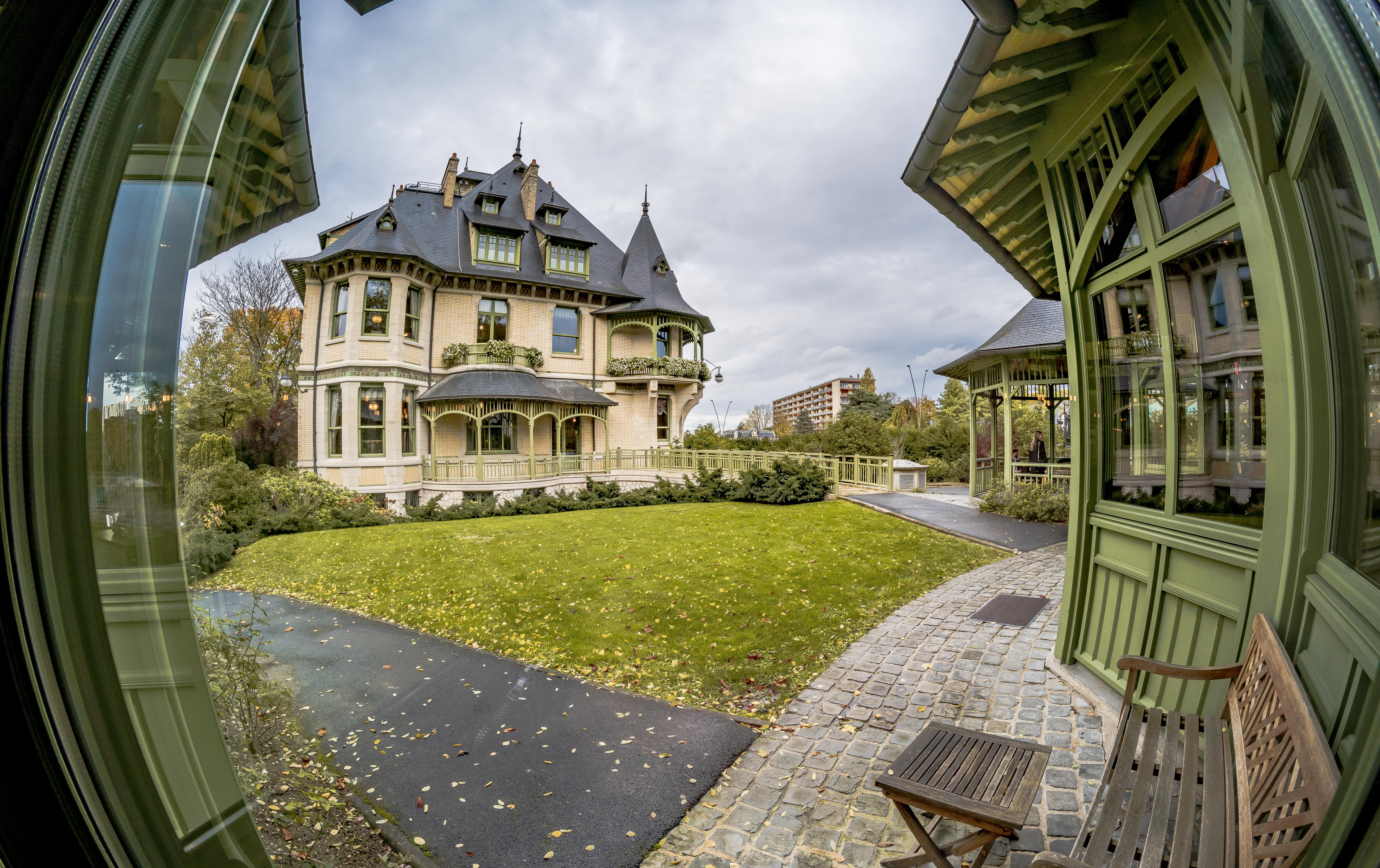
Villa Demoiselle
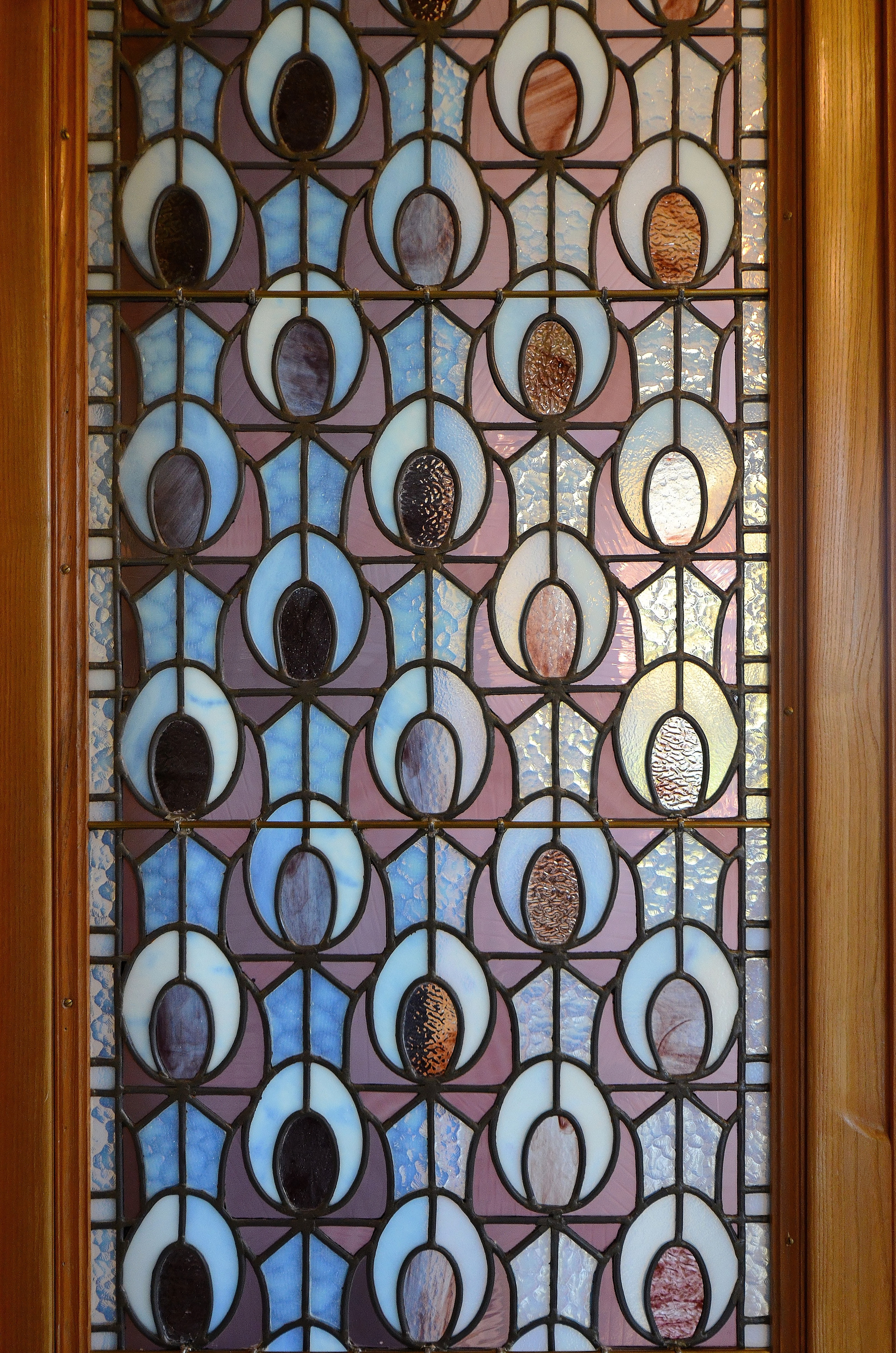
Vitrail Art nouveau.
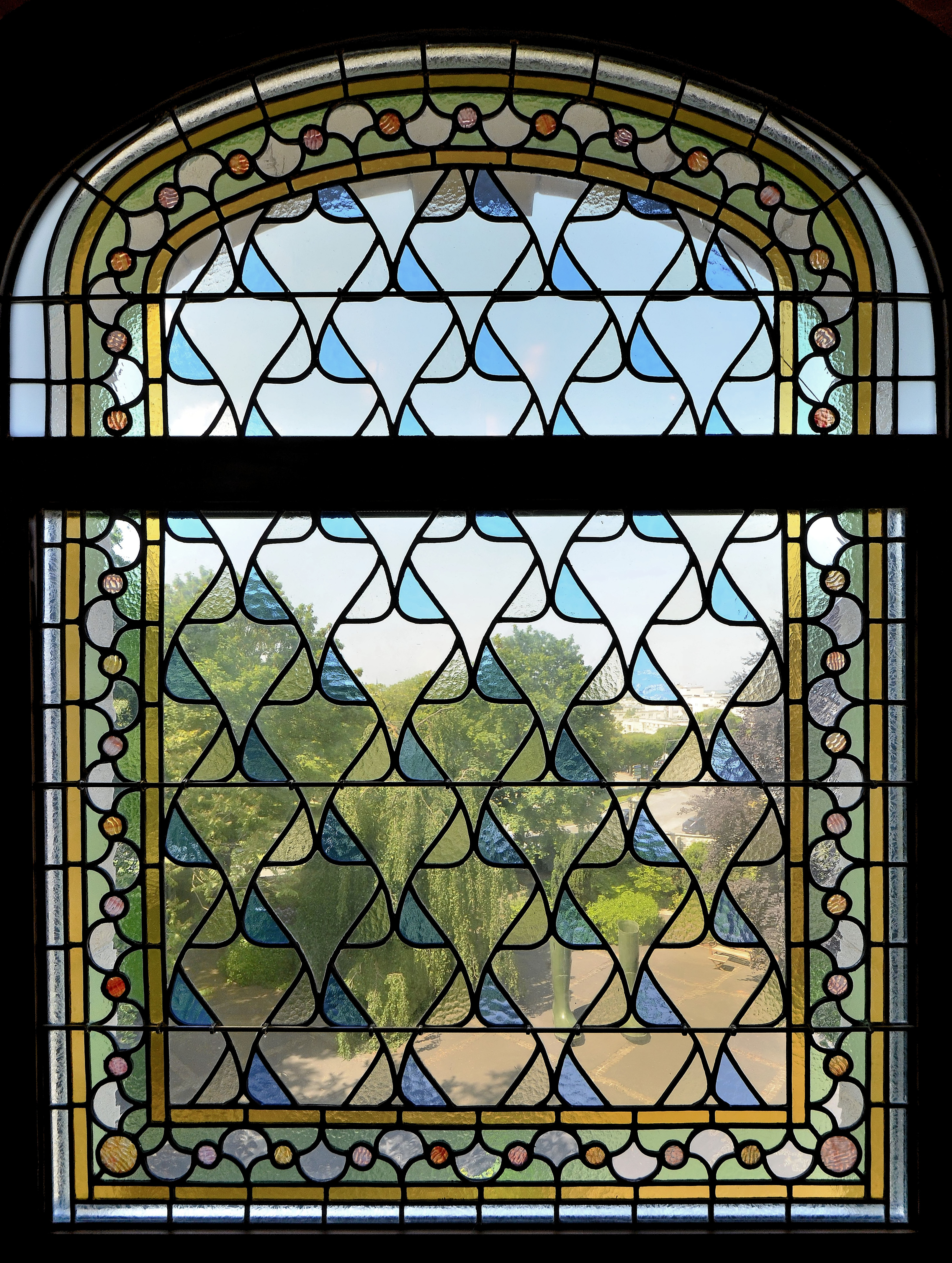
Autres vitrail Art nouveau.